# Olt Żyrowic
Olt Żyrowic – prawdopodobny kasztelan wyszogrodzki, potem wojewoda mazowiecki, następca i spadkobierca Janusza Powały.
Pochodził z rodu Powałów.
Był synem Żyra - wojewody mazowieckiego (zm. ok. 1187 r.) oraz wnukiem Janusza Powały – pierwszego kasztelana wyszogrodzkiego.
Zmarł bezpotomnie w 1205–1207 r. Po jego śmierci rozpoczęły się spory o spadek po Powałach między Świętopełkiem a Konradem mazowieckim.
Objaśnienia dotyczące etymologii imienia: patrz Oldmir.